# Papyrus 30
Papyrus 30 (nummering volgens Gregory-Aland), of {\displaystyle {\mathfrak {P}}}30, of Oxyrhynchus Papyrus 1598, is een oude kopie van het Griekse Nieuwe Testament. Het is een handschrift dat ooit de brieven van de apostel Paulus bevatte, maar nu zijn alleen I Tessalonicenzen 4:12 tot 5:18 en 5:25-28 en II Tessalonicenzen 1:1-2; en 2:1 en 2:9-11 nog over.

## Datering en vindplaats
Het handschrift is gevonden te Oxyrhynchus in Egypte. Het wordt bewaard in de Universiteit van Gent (Inv. 61) te Gent.
Op grond van het schrifttype wordt het manuscript vroeg in de derde eeuw gedateerd.

## Beschrijving
Het manuscript is 16 x 12 cm groot. Het is met grote hoofdletters op papyrus geschreven. De heilige namen zijn afgekort. Vermoedelijk bestond het handschrift ooit uit de volledige brieven van Paulus.

## Alexandrijnse tekst
De Griekse tekst vertegenwoordigt de protoAlexandrijnse tekst. Aland plaatst het in categorie I van zijn Categorieën van manuscripten van het Nieuwe Testament.
Volgens Comfort is dit handschrift in de eerste plaats verwant aan de Codex Sinaiticus en daarna aan de Codex Vaticanus (in 11 van de 13 varianten).
Grenfell stelt dat deze Papyrus 30
- vier keer de Codex Vaticanus steunt tegenover de Codex Sinaiticus en de Codex Alexandrinus;
- een keer de Codex Vaticanus en de Codex Alexandrinus; steunt tegenover de Codex Sinaiticus ,
- tweemaal de Codex Alexandrinus en Codex Sinaiticus steunt tegenover de Codex Vaticanus en
- eenmaal de Codex Sinaiticus steunt tegenover de Codex Vaticanus en de Codex Alexandrinus .